# Tapinanthus longiflorus
Tapinanthus longiflorus är en tvåhjärtbladig växtart som beskrevs av R.M. Polhill & D. Wiens. Tapinanthus longiflorus ingår i släktet Tapinanthus och familjen Loranthaceae. Inga underarter finns listade i Catalogue of Life.